# One Worldwide Plaza
El One Worldwide Plaza es un complejo compuesto de dos rascacielos en Nueva York. Se terminó de construir en 1989. Está situado entre la Octava Avenida y la Novena Avenida, y entre la calle 49 y la 50, en el emplazamiento del 3º Madison Square Garden. El One Worldwide Plaza es un inmueble de oficinas comerciales, mientras que los edificios vecinos, el Two Worldwide Plaza y el Three Worldwide Plaza son esencialmente de vocación residencial. 
El One Worldwide Plaza mide 237 metros, y tiene 47 pisos. La superficie total de oficinas comerciales es de 158 510 m², y el edificio cuenta con tres entradas con el fin de satisfacer en lo mejor posible a los diferentes arrendatarios. El corazón del edificio está esencialmente compuesto de granito y de un hormigón especial, el precast concrete, mientras que la fachada está compuesta de ladrillos. El rascacielos está recubierto por un tejado de cobre, bautizado como el «Diamante de David» (David's Diamond) en honor de su arquitecto David Childs, del gabinete de arquitectos Skidmore, Owings and Merrill, que fue el encargado de la construcción del One World Trade Center. La construcción del One Worldwide Plaza fue además protagonista de un folletín iniciado por la BBC y PBS, y bautizado  Skyscraper: The Making of the Building: «Rascacielos: la construcción de un edificio». 
El Worldwide Plaza está compuesto por tres edificios, separados de un medio block. La Plaza es un espacio verde, situado al centro del conjunto, y que fue acordado por los urbanistas de la ciudad. La creación y la gestión de este espacio público llevó a la construcción de pisos suplementarios en la torre. La Plaza contiene actualmente alrededor de cuarenta árboles, así como numerosas plantaciones, con una fuente en el centro, creada por Sidney Simon y bautizada «Las cuatro estaciones»; esta fuente está compuesta de cuatro estatuas femeninas, que tienen cada una un globo representando una estación.